# 세마고등학교
세마고등학교(洗馬高等學校)는 대한민국 경기도 오산시 세교동에 있는 공립 고등학교이다.

## 학교 연혁
- 2010년 1월 11일 : 학교설립 조례 공포
- 2010년 3월 1일 : 초대 이건 교장 취임, 자율형 공립고 지정
- 2010년 3월 2일 : 제1회 입학식 (420명, 자율형 공립고)
- 2010년 6월 5일 : 개교 기념식
- 2011년 9월 15일 : 기숙사(다겸관) 준공식
- 2012년 5월 25일 : 도서관(뿌리깊은나무) 개관
- 2013년 2월 7일 : 제1회 졸업식(424명)
- 2016년 9월 1일 : 교육부 지정 과학중점 고등학교
- 2018년 12월 1일 : 학교역사관(푸른꿈마루) 개관
- 2020년 3월 1일 : 교육부지정 고교학점제 선도학교 운영
- 2022년 9월 1일 : 제4대 유춘균 교장 취임
- 2024년 1월 5일 : 제12회 졸업식(271명)
- 2024년 3월 4일 : 제15회 입학식(338명)

## 참고 자료
- 세마고등학교 - 한국교육학술정보원 학교알리미